# Atletismo nos Jogos Pan-Americanos de 2011 - 50 km marcha atlética masculina
A competição da marcha atlética 50 km masculina foi um dos eventos do atletismo nos Jogos Pan-Americanos de 2011, em Guadalajara. Foi disputada no Circuito de Marcha Atlética no dia 29 de outubro.

## Calendário
Horário local (UTC-6).
| Data          | Horário | Fase  |
| ------------- | ------- | ----- |
| 29 de outubro | 7:30    | Final |

## Medalhistas
| Ouro   | MEX Horacio Nava  |
| Prata  | MEX José Leyver   |
| Bronze | GUA Jaime Quiyuch |

## Recordes
Recordes mundial e pan-americano antes da disputa dos Jogos Pan-Americanos de 2011.
| Tipo                             | Atleta             | Tempo   | Local         | Data                |
| -------------------------------- | ------------------ | ------- | ------------- | ------------------- |
|                                  | Denis Nizhegorodov | 3:34:14 | Cheboksary    | 11 de maio de 2008  |
| Recorde dos Jogos Pan-Americanos | Carlos Mercenario  | 3:47:55 | Mar del Plata | 24 de março de 1995 |

## Resultados

### Final
| Pos.              | Atleta                      | Tempo   | Obs.             |
| ----------------- | --------------------------- | ------- | ---------------- |
| Medalha de ouro   | MEX Horacio Nava            | 3:48:58 |                  |
| Medalha de prata  | MEX José Leyver             | 3:49:16 | Recorde pessoal  |
| Medalha de bronze | GUA Jaime Quiyuch           | 3:50:33 | Recorde pessoal  |
| 4                 | COL Fredy Hernández         | 4:00:12 |                  |
| 5                 | BRA Jonathan Rieckmann      | 4:04:07 | Recorde pessoal  |
| 6                 | ESA Emerson Hernández       | 4:12:53 |                  |
| 7                 | COL Néstor Rueda            | 4:17:40 |                  |
| 8                 | CRC Bernardo Calvo          | 4:21:19 | Recorde nacional |
| 9                 | USA Benjamin Shorey         | 4:33:25 |                  |
|                   | GUA Anibal Paau             | DNF     |                  |
|                   | ECU Rolando Saquipay        | DNF     |                  |
|                   | CRC Allan Segura Medina     | DNF     |                  |
|                   | CHI Edward Araya            | DSQ     |                  |
|                   | ECU Andrés Chocho           | DSQ     |                  |
|                   | BRA Mário dos Santos Junior | DSQ     |                  |
|                   | USA David Talcott           | DSQ     |                  |

Legenda
| Recorde mundial                  | Recorde mundial (World record)               |                       | Recorde africano                      | Recorde africano (African) |                                           | Q | Classificado por posição (Qualified) |
| Recorde dos Jogos Pan-Americanos | Recorde pan-americano (Pan-American record)  | Recorde da América    | Recorde da América (Americas)         | q                          | Classificado por melhor tempo (Qualified) |   |                                      |
| Melhor marca do ano              | Melhor marca do ano (World leading)          | Recorde asiático      | Recorde asiático (Asian)              | DNS                        | Não largou (Did not start)                |   |                                      |
| Recorde nacional                 | Recorde nacional (National record)           | Recorde europeu       | Recorde europeu (European)            | DNF                        | Não terminou (Did not finish)             |   |                                      |
| Recorde pessoal                  | Recorde pessoal do atleta (Personal best)    | Recorde da Oceania    | Recorde da Oceania (Oceania)          | DSQ / DQ                   | Desclassificado (Disqualified)            |   |                                      |
| Recorde da temporada             | Recorde da temporada do atleta (Season best) | Recorde sul-americano | Recorde sul-americano (South America) | NM                         | Sem marca (No mark)                       |   |                                      |